# Exitianus apophysiosus
Exitianus apophysiosus är en insektsart som beskrevs av James Norman Zahniser 2008. Exitianus apophysiosus ingår i släktet Exitianus och familjen dvärgstritar. Inga underarter finns listade i Catalogue of Life.